# María Luisa de la Riva y Callol-Muñoz
María Luisa de la Riva y Callol de Muñoz (Zaragoza, 4 de abril de 1859-Madrid, 22 de septiembre de 1926) fue una pintora española especializada en pintura de bodegones y floreros. Ha sido considerada como una de las artistas españolas más importantes del siglo XIX, debido sobre todo a su intensa proyección internacional, la cual queda de manifiesto en su asidua participación en los Salones de París. El Museo del Prado expone obra de María Luisa de la Riva como parte de sus colecciones decimonónicas.

## Trayectorias artística

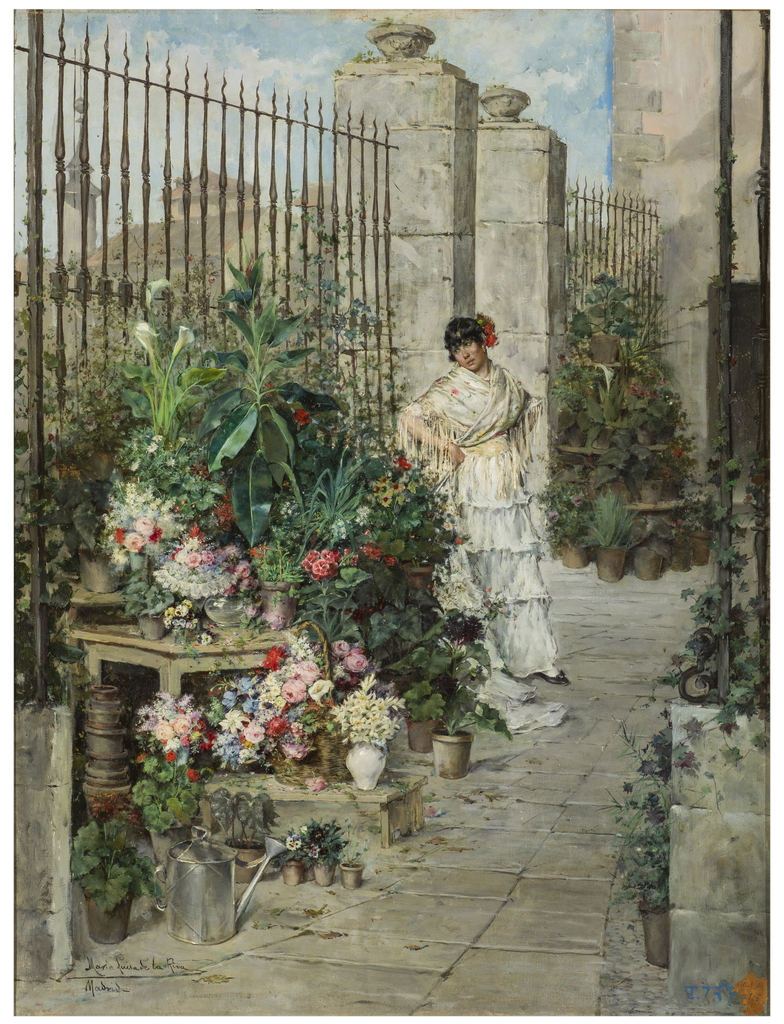
Puesto de flores (c. 1887), Museo del Prado.

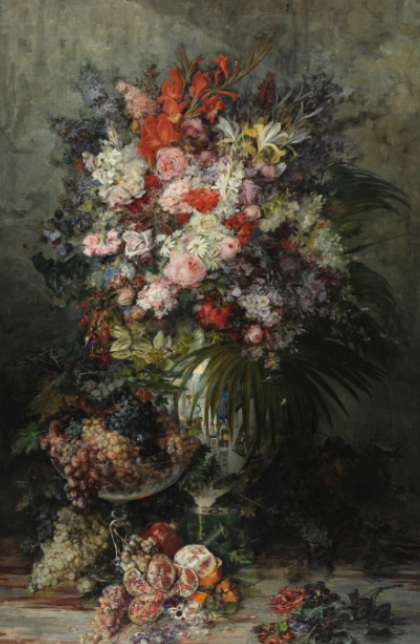
Flores y frutas (1887), Museo del Prado.

Se desconoce bastante de la biografía de María Luisa de la Riva y Callol-Muñoz. Fue alumna del escultor Mariano Bellver y Collazos y de los pintores Antonio Pérez Rubio (Navalcarnero, Madrid 1822-Madrid, 1888), y Sebastián Gessa y Arias (con quien se especializó en el género del bodegón y en floreros).
Se casó con el pintor Domingo Muñoz Cuesta (1850-1912), y puede considerarse como una de las pocas artistas españolas que llegaron a crear un estudio de formación para mujeres pintoras, y a tener una dilatada y brillante trayectoria artística en España, llegando a tener obras expuestas incluso en la Exposición de Arte Español en San Petersburgo de 1900.
Desde finales de la década de 1880 se sabe que residía en París, lo cual ayudaba a su participación regular en las exposiciones de los Salones nacionales y en las muestras de mujeres artistas que se celebraban en París.
Su traslado a la capital francesa era debida, en parte, a las posibilidades de expansión internacional que la ciudad ofrecía a los artistas y por otro, al hecho de que las mujeres artistas francesas habían llevado a cabo diversas iniciativas para tener una presencia más activa en la escena artística parisina. En unas ocasiones se trataba de asociaciones profesionales y en otras de exposiciones artísticas, en las que la participación era exclusivamente para mujeres y de las cuales se benefició María Luisa de la Riva.
María Luisa de la Riva también se destacó por su activismo feminista al reivindicar el derecho de una mujer a ser considera como una artista profesional que vive de su arte. Además, fue miembro activo de la Unión de Mujeres Pintoras y Escultoras de Francia; fue miembro del Jurado de la Sociedad de Mujeres Artistas de París; fue miembro de la Asociación de Mujeres Artistas de Berlín y de la Asociación de Mujeres Pintoras y Escultoras de Viena.
En España participó en las exposiciones de pintoras exclusivamente, que empezaron a realizarse a finales del siglo XIX y se denominaban como “femeninas”, organizadas por la galería comercial Sala Parés de Barcelona en sus ediciones de los años 1883 y 1896. Para esos eventos presentó óleos de género floral, aunque también presentó obras realizadas en la técnica de la acuarela.

## Características de su estilo
María Luisa de la Riva se caracterizó por una producción artística de carácter decorativo, amable y elegante, de gran expresividad desde el punto de vista técnico y formal. Estas características contribuyeron al éxito de sus obras, las cuales fueron aceptadas por parte de un sector tradicional del mercado artístico, gran logro para una mujer artista de finales del siglo XIX e inicios del siglo XX.

## Reconocimientos
María Luisa consiguió ser reconocida por parte de instituciones académicas y gubernamentales lo cual queda patente en los premios recibidos como la Palma de la Academia de Bellas Artes (Francia), la Roseta del Ministerio de Instrucción Pública español o la Orden de Nischan Iftikai de Túnez. Además, fue Socia de Honor y Mérito de la Sociedad de Amigos del País de Santiago de Compostela.
También gozó del beneplácito de la crítica de arte en el ámbito internacional y en el conservador marco de la crítica española. Así, críticos de arte como Ibáñez Abellán, Pedro de Madrazo, Cánovas y Vallejo o Segovia Rocaberti no dudaron en publicar para periódicos como La Ilustración Española y Americana, La Época, El Imparcial o El Correo, además de en los catálogos realizados para cada exposición, opiniones favorables hacia la pintura de María Luisa de la Riva. En estas críticas positivas se resalta el valor artístico de sus obras.
Participó en numerosas muestras y certámenes, en los que tuvo diverso reconocimiento.  En las Exposiciones Nacionales de Bellas Artes de 1887 y 1895 mención de honor y en las de 1897 y 1901, sendas terceras medallas por los lienzos titulados Uvas de España y Frutas de verano. En 1920 recibió una segunda medalla por Uvas y granadas. Además fue galardonada con tercera medalla en la Exposición Universal de París (1889) y en la Exposición Universal de Barcelona (1888).
La Universidad de Zaragoza trató de recordar y ensalzar la figura María Luisa de la Riva, a la que consideró como una de las artistas más destacadas de finales del siglo XIX y principios del siglo XX pese a ser prácticamente desconocida hasta la fecha, llevando a cabo una exposición en el Paraninfo de la Universidad De Zaragoza en el año 2014 con el título Pintoras en España 1859/1926. De María Luisa de la Riva a Maruja Mallo; exposición que además fue participante en el Festival Miradas de Mujeres 2014.
De la Riva formó parte de la muestra Invitadas. Fragmentos sobre mujeres, ideología y artes plásticas en España (1833-1931) que se celebró en el Museo del Prado entre octubre de 2020 y marzo de 2021. Este museo alberga de forma permanente las siguientes obras:
- Uvas y granadas.  Óleo sobre lienzo, 165 x 118 cm.[11]
- Flores y frutas. 1887. Óleo sobre lienzo.[12]
- Uvas de España. 1895. Óleo sobre lienzo, 117 x 166 cm.[13]
- Puesto de flores. h.1877. Óleo sobre lienzo, 71 x 55cm.[14]

También podemos encontrar cuadros de De la Riva en el Museo Nacional de Bellas Artes de La Habana.